# Comuna Spaske, Novomoskovsk
Spaske (în ucraineană Спаське) este o comună în raionul Novomoskovsk, regiunea Dnipropetrovsk, Ucraina, formată din satele Dmîtrivka, Hutoro-Hubînîha și Spaske (reședința).

## Demografie
Componența lingvistică a satului Spaske
     Ucraineană (96,43%)
     Rusă (3,45%)
     Alte limbi (0,07%)
Conform recensământului din 2001, majoritatea populației satului Spaske era vorbitoare de ucraineană (96,43%), existând în minoritate și vorbitori de rusă (3,45%).